# Marta Valdés González
Marta Valdés González (castellà: Marta Valdés)  (l'Havana, 6 de juliol de 1934 - l'Havana, 3 d'octubre de 2024) va ser una compositora, guitarrista i intèrpret cubana. Les seves composicions han acabat consolidant-se com a imprescindibles dins del repertori cubà.
Considerada la figura més excel·lent de la segona generació del moviment filin, el seu estil compositiu situa a l'harmonia en relació dialèctica amb la melodia i el text, trencant amb la tendència establerta durant la dècada del 1950. Així, la seva obra es converteix en un pont cap a l'aparició d'una nova cançó a Cuba, tant en l'àmbit musical com en el poètic.
Les seves cançons han estat interpretades i portades a l'èxit per artistes com Vicentico Valdés, Bola de Nieve, Bebo Valdés, Freddy, Renée Barrios, Malena, Bobby Jiménez, Pablo Milanés, Sílvia Pérez Cruz, Mayte Martín, Chano Domínguez o Raúl Rodriguez.